# Apicomonada
Apicomonada es un grupo de protistas alveolados relacionados con los apicomplejos. Está compuesto a su vez por dos grupos clasificados por su metabolismo, por un lado Chromerida que está conformado por microalgas y por el otro Colpodellida que son heterótrofos predadores o ectoparásitos que poseen complejo apical. 
También son llamados crompodélidos.

## Filogenia
Se encontraron las siguientes relaciones entre génerosː

|  | Chromera (alga verde)                                                          |
|  |                                                                                |
|  | \| \| Colpodella (predador) \| \| \| \| \| \| Voromonas (predador) \| \| \| \| |
|  |                                                                                |
|  | Colpodella (predador)                                                          |
|  |                                                                                |
|  | Voromonas (predador)                                                           |
|  |                                                                                |

|  | Colpodella (predador) |
|  |                       |
|  | Voromonas (predador)  |
|  |                       |

|  | Chromera (alga verde)                                                          |
|  |                                                                                |
|  | \| \| Colpodella (predador) \| \| \| \| \| \| Voromonas (predador) \| \| \| \| |
|  |                                                                                |
|  | Colpodella (predador)                                                          |
|  |                                                                                |
|  | Voromonas (predador)                                                           |
|  |                                                                                |

|  | Colpodella (predador) |
|  |                       |
|  | Voromonas (predador)  |
|  |                       |

|  | Chromera (alga verde)                                                          |
|  |                                                                                |
|  | \| \| Colpodella (predador) \| \| \| \| \| \| Voromonas (predador) \| \| \| \| |
|  |                                                                                |
|  | Colpodella (predador)                                                          |
|  |                                                                                |
|  | Voromonas (predador)                                                           |
|  |                                                                                |

|  | Colpodella (predador) |
|  |                       |
|  | Voromonas (predador)  |
|  |                       |

|  | Chromera (alga verde)                                                          |
|  |                                                                                |
|  | \| \| Colpodella (predador) \| \| \| \| \| \| Voromonas (predador) \| \| \| \| |
|  |                                                                                |
|  | Colpodella (predador)                                                          |
|  |                                                                                |
|  | Voromonas (predador)                                                           |
|  |                                                                                |

|  | Colpodella (predador) |
|  |                       |
|  | Voromonas (predador)  |
|  |                       |

|  | Chromera (alga verde)                                                          |
|  |                                                                                |
|  | \| \| Colpodella (predador) \| \| \| \| \| \| Voromonas (predador) \| \| \| \| |
|  |                                                                                |
|  | Colpodella (predador)                                                          |
|  |                                                                                |
|  | Voromonas (predador)                                                           |
|  |                                                                                |

|  | Colpodella (predador) |
|  |                       |
|  | Voromonas (predador)  |
|  |                       |

|  | Chromera (alga verde)                                                          |
|  |                                                                                |
|  | \| \| Colpodella (predador) \| \| \| \| \| \| Voromonas (predador) \| \| \| \| |
|  |                                                                                |
|  | Colpodella (predador)                                                          |
|  |                                                                                |
|  | Voromonas (predador)                                                           |
|  |                                                                                |

|  | Colpodella (predador) |
|  |                       |
|  | Voromonas (predador)  |
|  |                       |

|  | Chromera (alga verde)                                                          |
|  |                                                                                |
|  | \| \| Colpodella (predador) \| \| \| \| \| \| Voromonas (predador) \| \| \| \| |
|  |                                                                                |
|  | Colpodella (predador)                                                          |
|  |                                                                                |
|  | Voromonas (predador)                                                           |
|  |                                                                                |

|  | Colpodella (predador) |
|  |                       |
|  | Voromonas (predador)  |
|  |                       |

|  | Chromera (alga verde)                                                          |
|  |                                                                                |
|  | \| \| Colpodella (predador) \| \| \| \| \| \| Voromonas (predador) \| \| \| \| |
|  |                                                                                |
|  | Colpodella (predador)                                                          |
|  |                                                                                |
|  | Voromonas (predador)                                                           |
|  |                                                                                |

|  | Colpodella (predador) |
|  |                       |
|  | Voromonas (predador)  |
|  |                       |

Es probable que el grupo sea ancestralmente fotosintético. En Voromonas se ha identificado un plasto críptico mediante el estudio de genes que codifican proteínas afines a los apicoplastos.